# J-PARC

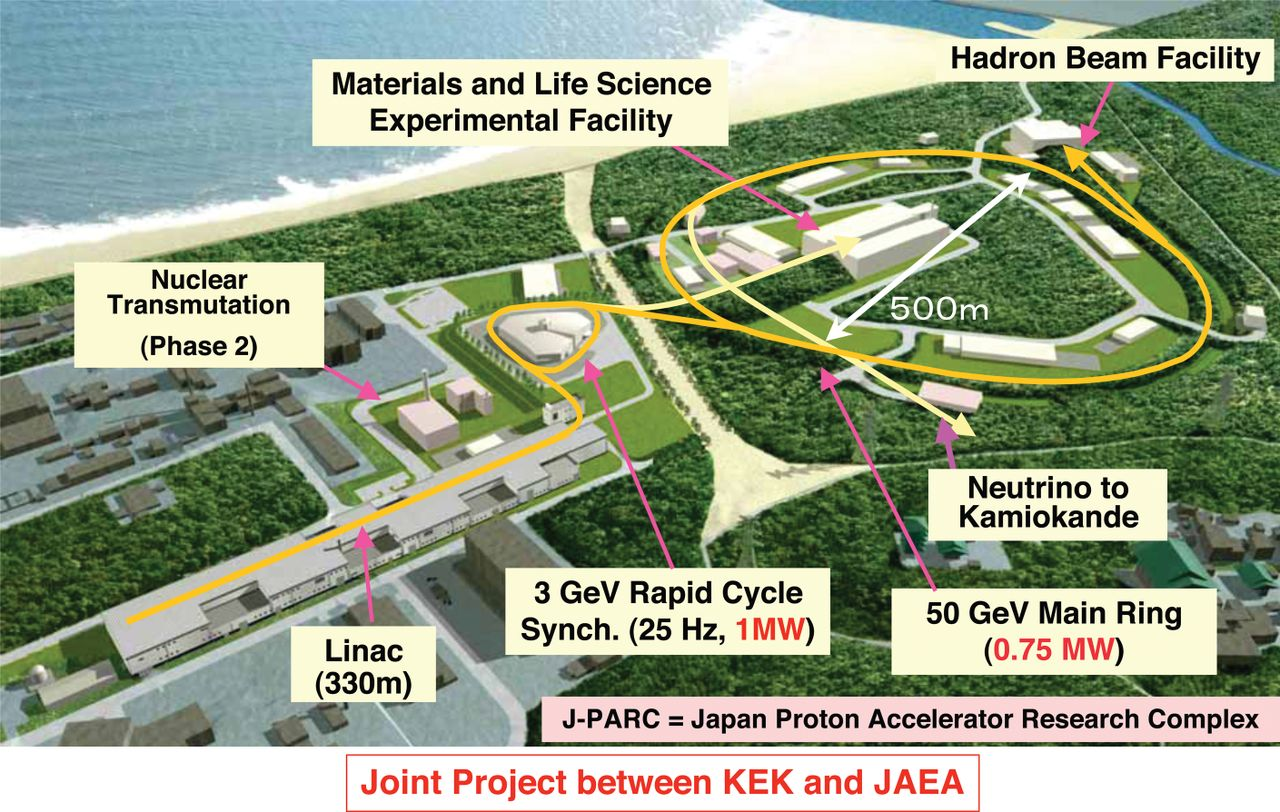
Схема ускорительного комплекса и экспериментальных залов.

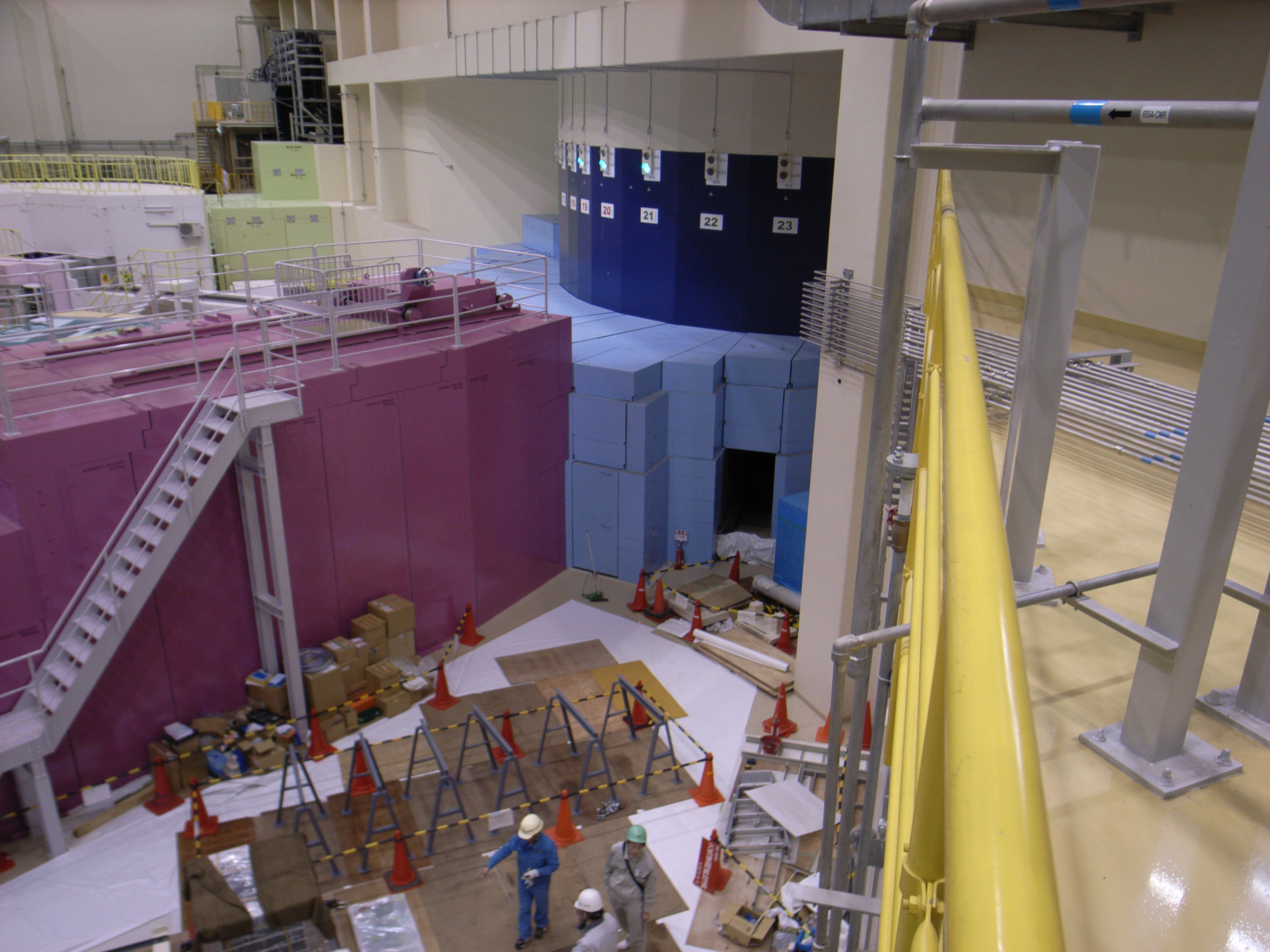
Центральная часть экспериментальной установки MLF в зале синхротрона RCS.

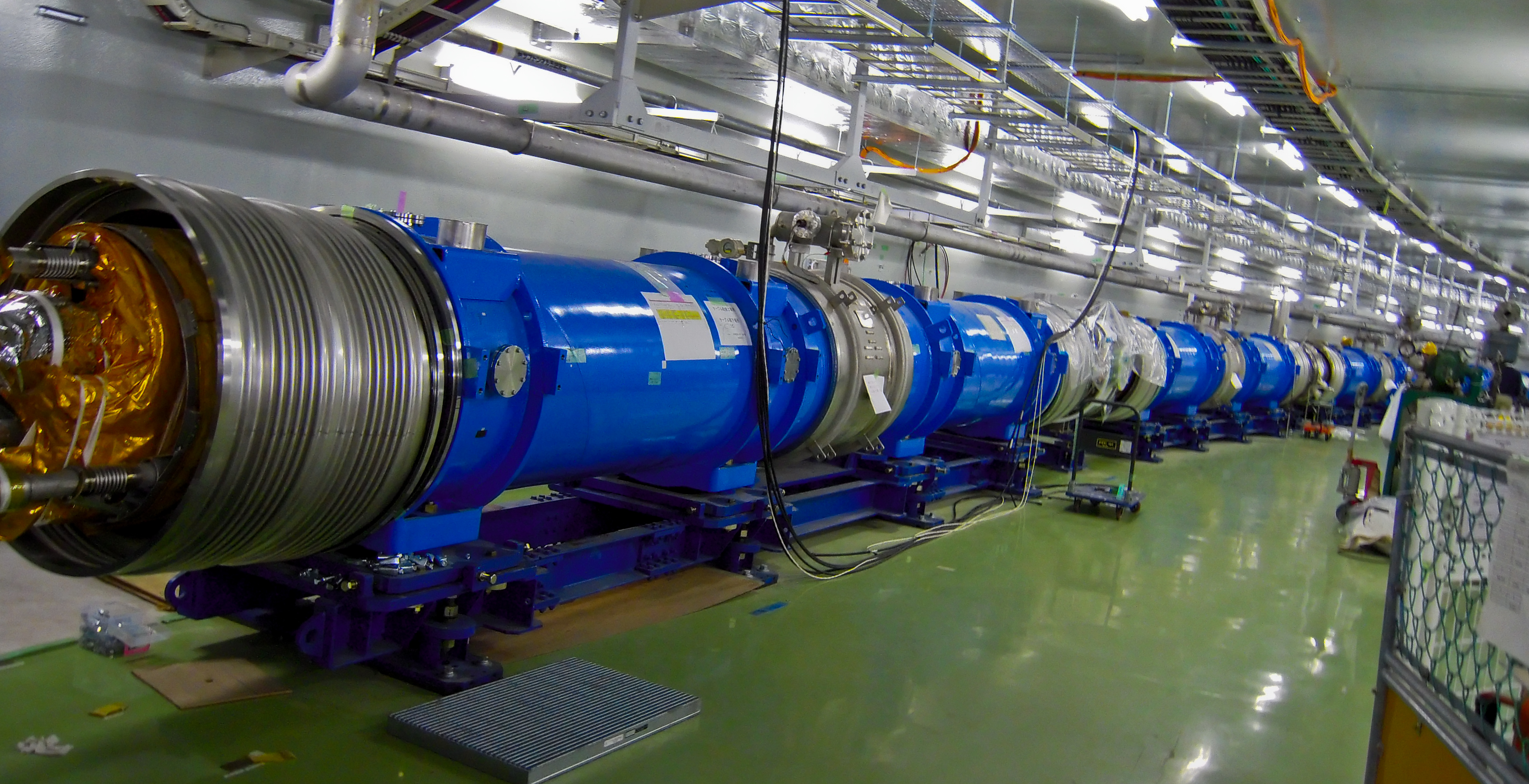
Сверхпроводящие магниты канала транспортировки протонов к нейтринной мишени.

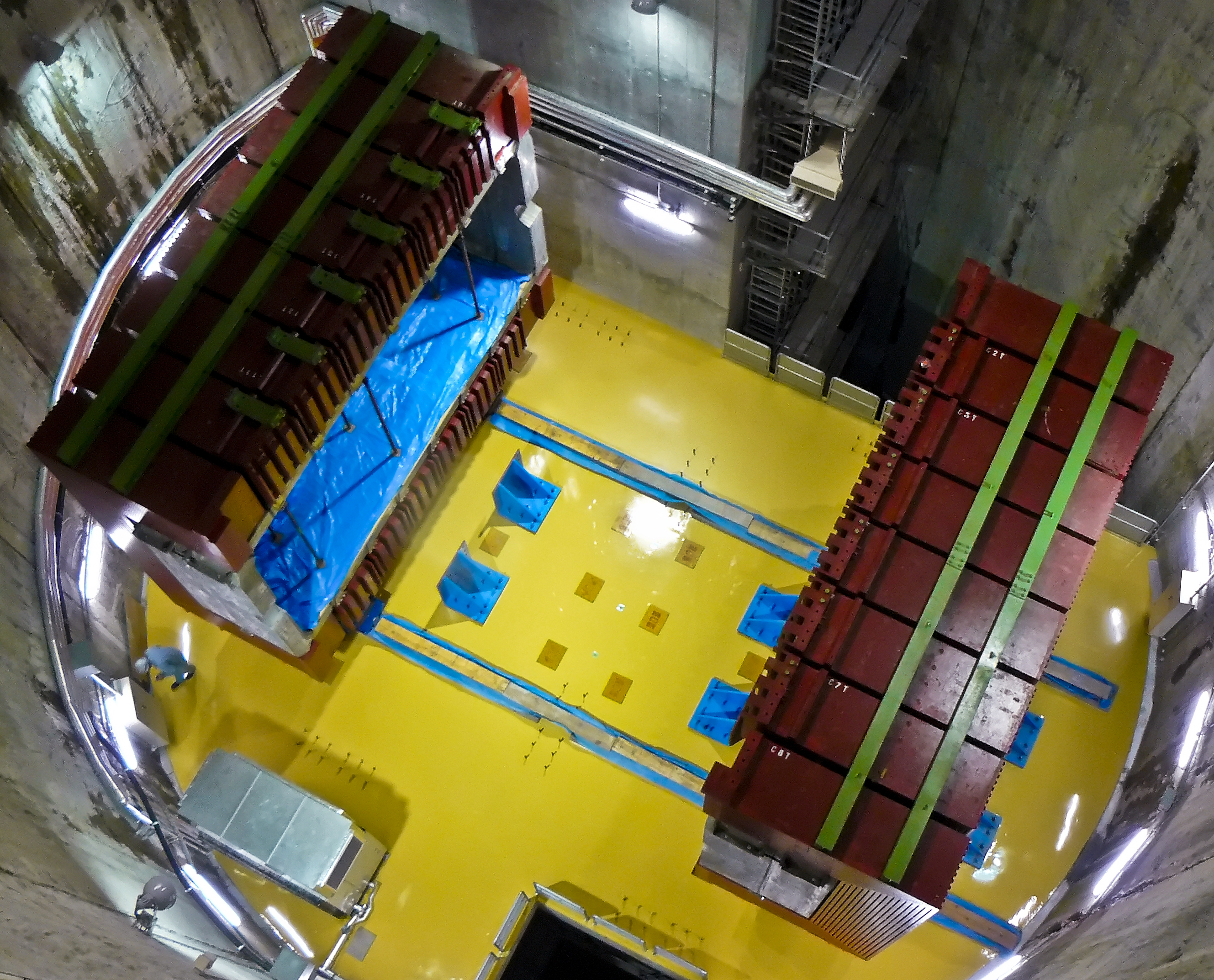
Нейтринный детектор на выходе с территории J-PARC.

J-PARC (Japan Proton Accelerator Research Complex) — протонный ускорительный комплекс для нужд физики высоких энергий, адронной и нейтринной физики, материаловедения. Расположен вблизи Токай, Японии, совместный проект национальной лаборатории по физике высоких энергий KEK и агентства атомной энергии JAEA (Japan Atomic Energy Agency).

## Описание комплекса J-PARC
Комплекс состоит из трёх ускорителей, каждый из которых обслуживает ряд экспериментальных установок.

### Линак
Источником первичных пучков является линейный ускоритель ионов H- на энергию 400 МэВ, с возможностью доускорить до 600 МэВ в сверхпроводящем линаке.

### RCS
Быстроциклирующий протонный синхротрон RCS (Rapid Cycling Synchrotron) на энергию 3 ГэВ имеет периметр 348.3 м, частоту повторения 25 Гц. Инжекция перезарядная, из линака. Число частиц в импульсе — 8×1013, средний ток 333 μА. Введён в строй в 2007 году. 90 % времени RCS сбрасывает 3 ГэВ пучок на мишень установки MLF (Materials and Life Science Experimental Facility), остальные 10 % времени протоны перепускаются в большой синхротрон MR.

### Main Ring
Основное кольцо, протонный синхротрон MR (Main Ring) на энергию 50 ГэВ, периметр 1567.5 м. Имеет две системы выпуска: медленная, и быстрая. Частота повторения 3 с при быстрой экстракции и 6 с — при медленной. Система медленного выпуска направляет пучок протонов на станцию адронной физики, где протонный пучок рождает каоны. Быстрый выпуск используется для создания пучка нейтрино: пучок протонов выводится в сверхпроводящий канал транспортировки, направляющий пучок в сторону Super-Kamiokande, затем сбрасывается на мишень, где рождается пучок пионов, которые быстро распадаются на мюоны. В распадном канале мюонов рождаются нейтрино, которые далее летят 293 км до нейтринного детектора Super-Kamiokande. Первые нейтрино были зарегистрированы в начале 2010 года, однако после землетрясения 2011-го года установка была значительно повреждена, восстановление продлилось около года.